# Сусолів
Су́солів — село в Україні, в Самбірському районі Львівської області. Населення становить 626 осіб. Орган місцевого самоврядування — Рудківська міська рада.

## Етимологія
Назва походить від д.рус. Сусолъ — суслик, первинне значення сусоловъ домъ або ін.

## Історія
В Сусолові знаходився центральний офіс колгоспу «Дружба», за яким було закріплено 4825 га сільськогосподарських угідь. В селі є дев'ятирічна школа, в якій у 1977 році навчалось 190 учнів і працювало 11 вчителів, клуб із залом на 200 місць, бібліотека із фондом 7,3 тис. книг, медпункт, дитячий садок, магазин.
Перша згадка про Сусолів датується 1559 роком. Під час визвольної війни українського народу 1648—1657 рр, село було звільнено загонами козацько-християнського війська від керівництвом Богдана Хмельницького. З приходом цих загонів селяни повстали і знищили поміщицький маєток.
У селі знаходиться старовинна церква Введення в храм Пресвятої Богородиці 1780р
Дерев`яна церква стоїть у східній частині Сусолова, біля вулиці. Оскільки вона оточена деревами і ширина ділянки невелика, то зафіксувати будівлю за листя на деревах повністю не просто. Її збудували у 1780 (за іншими даними у 1722) році. По другій світовій війні стояла зачиненою від 1960 по 1989 рр.
Видовжена тризрубна будівля має вузьке піддашшя і прибудовані ризниці до вівтаря, південна з яких набагато більша. Зруби накриті рівним багатосхилим дахом з ліхтарем і маківкою над навою.
Мешканка Сусолова, яка живе біля церкви сказала, що парафіяни використовують її у теплий час року, а взимку переходять до невеликого мурованого храму. На південний-захід від церкви стоїть дерев`яна двоярусна дзвіниця, верхній ярус якої ширший за нижній.
ЛІТЕРАТУРА: В. Слободян "Церкви України. Перемиська єпархія". Львів-1998. - 864 с.

## Відомі люди
- Анастасій Пйотровський — український церковний діяч, священик-василіянин, педагог, секретар Руської провінції Василіянського Чину, перший протоігумен утвореної в 1780 році василіянської провінції Найсвятішого Спасителя.
- Свідерський Іван Іванович — військовослужбовець 80-ї окремої аеромобільної бригади, військова частина А0284 (Львів). Загинув у зоні АТО.